# علی شروقی
علی شروقی، متولد ۱۳۵۸ در رشت، روزنامه‌نگار، داستان‌نویس، مدرس ادبیات داستانی و منتقد ادبی ایرانی است. او دارای لیسانس زبان و ادبیات فارسی از دانشگاه آزاد واحد تهران مرکز است. شروقی همکاری با نشریات مختلفی از جمله روزنامه‌های «فرهیختگان»، «اعتماد» و «شرق» و تدریس دوره‌های داستان‌خوانی با عنوان «خُرده‌ریزهای داستان» را در کارنامۀ کاری خود دارد. او همچنین دوره‌هایی را با عنوان‌های «نبوغ در جزئیات پنهان است»، «داستانِ داستان در ایران» و «مرورنویسی بر ادبیات داستانی» در مؤسسۀ خوانش برگزار کرده است. 
رمان پرده آهنین شروقی برنده جایزه بهترین رمان سال ۱۳۹۸ در دهمین دوره جایزه ادبی هفت اقلیم و برنده لوح تقدیر در بیست و یکمین دوره جایزه جایزه مهرگان ادب شد. او همچنین در سال ۱۳۸۸ در دهمین دورۀ جایزۀ منتقدان و نویسندگان مطبوعات جایزۀ بهترین روزنامه‌نگار ادبی را برای نقدها و مصاحبه‌های مطبوعاتی‌اش دریافت کرد. مجموعه داستان شکار حیوانات اهلی شروقی نیز نامزد جایزه ادبی هوشنگ گلشیری و جایزه مهرگان ادب شده بود. 
گروتسک و طنز سیاه از ویژگی‌های آثار داستانی علی شروقی هستند.

## مجموعه داستان و رمان ها
- مجموعه داستان شکار حیوانات اهلی  شامل سه داستان کوتاه به نام های «پشت مرغداری حسن فریدونی»، «شکار حیوانات اهلی» و «سمت انقلاب» است. داستان ها با حوصله و وسواس نوشته شده و بی‌نقص و بی‌حشو و زائده هستند. طرح دو داستان «پشت مرغداری حسن فریدونی» و «شکار حیوانات اهلی» با توجه به طول و عرض شخصیت‌ها، تعدد مکان‌ها، گسترش طرح و تقطیع‌های زمانی، به رمان نزدیک است.[۱]
- رمان مکافات ماجرای یک سرباز وظیفه است که یکی از هم‌خدمتی‌هایش کتاب خاطرات لوییس بونوئل را به او می‌دهد. در حاشیه‌ی کتاب یادداشت‌هایی نوشته شده است. راوی با بونوئل و نویسنده‌ی یادداشت‌های حاشیه‌ی کتاب همذات‌پنداری می‌کند و خود را با آن‌ها یکی می‌انگارد. او در ادامه‌ی داستان در مخمصه‌ای می‌افتد که هم‌خدمتی‌اش برایش رقم می‌زند.
- رمان معجون مکانیک یک رمان ابزورد و گروتسک با مایه‌هایی از رئالیسم جادویی است این رمان؛ داستان سرگشتگی‌های مردی‌ جوان است که بازی روزگار او را به ویلایی می‌کشاند که از آنِ مردی سالخورده و غریب و دیوانه است؛ مردی که می‌خواهد با کمک مرد جوان چیزی به نام معجون مکانیک اختراع کند.
- رمان پرده‌ی آهنین داستانی معمایی و طنزآمیز درباره‌ی روزنامه‌نگاری‌ست که می‌خواهد از طریق مصاحبه با نویسنده‌ای که سالهاست کسی نشان و خبری از او ندارد و با هیچ‌کس مصاحبه نکرده است، در عالم مطبوعات به شهرت برسد. او اما در حالی که خود را در یک‌قدمی دستیابی به مقصودش می‌بیند با حقایقی غریب مواجه می‌شود. پرده‌ی آهنین تصویری از جهانی سراسر جعل و تقلب است.

- رمان پَر گذاشتن؛  قصۀ تنگنایی برآمده از بودن در محیطی تنگ است؛ قصۀ خانه‌ای کوچک که برای ساکنانش هم جا ندارد و حال با حجم انسانیِ عظیمی اشغال شده و عرصه را بر ساکنانش تنگ‌تر از پیش کرده است. پر گذاشتن همچنین قصۀ تنگناهایی است که هراس از قضاوت‌شدن از سوی دیگران برای آدم‌ها به‌بار می‌آورد و قصۀ سوء‌ظن‌های برآمده از تنگنا و توهم. پر گذاشتن یک کمدی سیاه است دربارۀ آدم‌هایی‌ که هرچه دست‌وپا می‌زنند که از یک مخمصۀ روزمرۀ آشنای خانگی بگریزند، مخمصه مهیب‌تر و هولناک‌تر می‌شود و بیشتر و به دست‌وپایشان می‌پیچد و زندگی‌شان را تباه می‌کند؛ مخمصه‌ای خاموش، درک‌ناشدنی و مبهم که رام می‌نماید اما رام نیست.

## آثار
- آلبر کامو، انتشارات قلم‌نو ، ۱۳۸۷[نیازمند منبع]
- ایرج میرزا، انتشارات قلم‌نو ، ۱۳۸۷[نیازمند منبع]
- مجموعه داستان شکار حیوانات اهلی، نشر چشمه، ۱۳۸۹
- گفت‌وگو با جواد مجابی در مجموعه تاریخ شفاهی ادبیات معاصر ایران نشر ثالث، ۱۳۹۳
- رمان مکافات، انتشارات نیماژ، ۱۳۹۵
- رمان معجون مکانیک،نشر ثالث، ۱۳۹۵
- رمان پرده آهنین، نشر ثالث، ۱۳۹۸
- رمان پر گذاشتن، نشر عینک، ۱۴۰۳

## جوایز
- برنده لوح تقدیر از جایزه مهرگان ادب در سال ۱۴۰۲ برای رمان پرده آهنین
- برنده جایزه ادبی هفت اقلیم در بخش بهترین رمان برای رمان پرده آهنین
- تندیس جایزه منتقدان و نویسندگان مطبوعات در بخش جدید «حامی کتاب» به عنوان منتقد و روزنامه نگار برتر سال ۸۷ برای یادداشت‌ها و گفتگوهای ادبی او.[۲][۳]
- نامزد یازدهمین دوره جایزه ادبی هوشنگ گلشیری برای مجموعه داستان شکار حیوانات اهلی در سال ۱۳۹۰
- نامزد دوازدهمین دوره جایزه مهرگان ادب برای مجموعه داستان شکار حیوانات اهلی در سال ۱۳۹۰[نیازمند منبع]